# Großer Preis der Türkei 2011
Der Große Preis der Türkei 2011 (offiziell 2011 Formula 1 DHL Turkish Grand Prix) fand am 8. Mai auf dem Istanbul Park Circuit in Istanbul statt und war das vierte Rennen der Formel-1-Weltmeisterschaft 2011.

## Berichte

### Hintergrund
Nach dem Großen Preis von China führte Sebastian Vettel in der Fahrerwertung mit 21 Punkten vor Lewis Hamilton und mit 30 Punkten vor Jenson Button. In der Konstrukteurswertung führte Red Bull-Renault mit 20 Punkten vor McLaren-Mercedes und mit 55 Punkten vor Ferrari.
Beim Großen Preis der Türkei stellte Pirelli den Fahrern die Reifenmischungen Hard (silber) und Soft (gelb), sowie für nasse Bedingungen Intermediates (hellblau) und Full-Wets (orange) zur Verfügung. Außerdem erhielten die Teams am Freitag zu Testzwecken eine neue Variante der Reifenmischung Hard.
Mit Felipe Massa (dreimal), Button und Hamilton (jeweils einmal) traten drei ehemalige Sieger zu diesem Grand Prix an.

### Training
Im ersten freien Training, das unter nassen Bedingungen stattfand, erzielte Fernando Alonso die schnellste Runde vor Nico Rosberg und Michael Schumacher. Vettel sorgte mit einem Unfall in Kurve 8, bei dem sein Fahrzeug stark beschädigt wurde, für eine Unterbrechung. In diesem Training übernahmen Nico Hülkenberg den Force India von Adrian Sutil, Daniel Ricciardo den Toro Rosso von Jaime Alguersuari und Karun Chandhok den Lotus von Heikki Kovalainen.
Im zweiten freien Training fuhr Button Bestzeit vor Rosberg und Hamilton.
Im dritten freien Training übernahm Vettel die Führung vor Schumacher und Mark Webber.

### Qualifying
Im ersten Qualifying-Segment (Q1) fuhr Massa die schnellste Runde. Die HRT-, Virgin- und Lotus-Piloten sowie Kamui Kobayashi schieden aus. Kobayashi setzte keine Zeit und schaffte es somit nicht, sich innerhalb der 107-Prozent-Regel zu qualifizieren. Er erhielt nachträglich die Starterlaubnis zum Rennen.
Im zweiten Abschnitt (Q2) setzte sich Vettel an die Spitze des Feldes. Die Toro Rosso-, Force-India- und Williams-Piloten sowie Sergio Pérez schieden aus.
Im finalen Abschnitt (Q3) behielt Vettel die Führungsposition und erzielte seine vierte Pole-Position in dieser Saison und seine 19. insgesamt vor Webber und Rosberg.

### Rennen
Timo Glock konnte aufgrund Problemen mit der Gangschaltung an seinem Marussia, welche vor dem Start nicht behoben werden konnten, nicht am Rennen teilnehmen.
Vettel gewann das Rennen vor seinem Teamkollegen Webber und Alonso. Für Vettel war es der 13. Sieg in der Formel-1-Weltmeisterschaft.
Das Rennen war durch mehrere Boxenstopps geprägt, da die meisten Piloten auf eine Vier-Stopp-Strategie setzten. Vettel kontrollierte das Rennen von der Pole-Position startend und lag nur eine Runde boxenstoppbedingt nicht in Führung. Während sich Webber und Alonso hinter Vettel um den zweiten Platz duellierten, gab es eine größere Lücke zum vierten Platz, welchen am Ende Hamilton belegte. Die restlichen Punkteplatzierungen belegten Rosberg, Button, Nick Heidfeld, Witali Petrow, Sébastien Buemi und Kobayashi. Paul di Resta erwischte bei seinem vierten Boxenstopp einen schlechten Boxenausgang mit einem losen Rad und schied aus dem Rennen aus.
Wegen unterschiedlicher Reifenniveaus sowie dem Einsatz des Drag Reduction Systems (DRS) ereigneten sich mehrere Überholmanöver im Rennen.
Das Rennen, das die meisten Boxenstopps in einem Grand-Prix-Rennen aller Zeiten (über 80) und die meisten Überholmanöver seit 1983 aufwies, baute Vettels Vorsprung in der Weltmeisterschaftswertung auf 93 Punkte aus, vor dem Zweitplatzierten Hamilton mit 59. Bei den Konstrukteuren steigerte Red Bull-Renault seine Bilanz auf 148 Punkte, McLaren-Mercedes hatte 105 und Ferrari lag mit 65 auf dem dritten Platz.

## Meldeliste
| Team                         | Nr. | Fahrer             | Chassis             | Motor                | Reifen |
| ---------------------------- | --- | ------------------ | ------------------- | -------------------- | ------ |
| Red Bull Racing              | 01  | Sebastian Vettel   | Red Bull RB7        | Renault 2.4 V8       | P      |
| Red Bull Racing              | 02  | Mark Webber        | Red Bull RB7        | Renault 2.4 V8       | P      |
| Vodafone McLaren Mercedes    | 03  | Lewis Hamilton     | McLaren MP4-26      | Mercedes-Benz 2.4 V8 | P      |
| Vodafone McLaren Mercedes    | 04  | Jenson Button      | McLaren MP4-26      | Mercedes-Benz 2.4 V8 | P      |
| Scuderia Ferrari Marlboro    | 05  | Fernando Alonso    | Ferrari 150º Italia | Ferrari 2.4 V8       | P      |
| Scuderia Ferrari Marlboro    | 06  | Felipe Massa       | Ferrari 150º Italia | Ferrari 2.4 V8       | P      |
| Mercedes GP Petronas F1 Team | 07  | Michael Schumacher | Mercedes MGP W02    | Mercedes-Benz 2.4 V8 | P      |
| Mercedes GP Petronas F1 Team | 08  | Nico Rosberg       | Mercedes MGP W02    | Mercedes-Benz 2.4 V8 | P      |
| Lotus Renault GP             | 09  | Nick Heidfeld      | Renault R31         | Renault 2.4 V8       | P      |
| Lotus Renault GP             | 10  | Witali Petrow      | Renault R31         | Renault 2.4 V8       | P      |
| AT&T Williams                | 11  | Rubens Barrichello | Williams FW33       | Cosworth 2.4 V8      | P      |
| AT&T Williams                | 12  | Pastor Maldonado   | Williams FW33       | Cosworth 2.4 V8      | P      |
| Force India F1 Team          | 14  | Nico Hülkenberg    | Force India VJM04   | Mercedes-Benz 2.4 V8 | P      |
| Force India F1 Team          | 14  | Adrian Sutil       | Force India VJM04   | Mercedes-Benz 2.4 V8 | P      |
| Force India F1 Team          | 15  | Paul di Resta      | Force India VJM04   | Mercedes-Benz 2.4 V8 | P      |
| Sauber F1 Team               | 16  | Kamui Kobayashi    | Sauber C30          | Ferrari 2.4 V8       | P      |
| Sauber F1 Team               | 17  | Sergio Pérez       | Sauber C30          | Ferrari 2.4 V8       | P      |
| Scuderia Toro Rosso          | 18  | Sébastien Buemi    | Toro Rosso STR6     | Ferrari 2.4 V8       | P      |
| Scuderia Toro Rosso          | 19  | Daniel Ricciardo   | Toro Rosso STR6     | Ferrari 2.4 V8       | P      |
| Scuderia Toro Rosso          | 19  | Jaime Alguersuari  | Toro Rosso STR6     | Ferrari 2.4 V8       | P      |
| Team Lotus                   | 20  | Karun Chandhok     | Lotus T128          | Renault 2.4 V8       | P      |
| Team Lotus                   | 20  | Heikki Kovalainen  | Lotus T128          | Renault 2.4 V8       | P      |
| Team Lotus                   | 21  | Jarno Trulli       | Lotus T128          | Renault 2.4 V8       | P      |
| HRT F1 Team                  | 22  | Narain Karthikeyan | HRT F111            | Cosworth 2.4 V8      | P      |
| HRT F1 Team                  | 23  | Vitantonio Liuzzi  | HRT F111            | Cosworth 2.4 V8      | P      |
| Marussia Virgin Racing       | 24  | Timo Glock         | Virgin MVR-02       | Cosworth 2.4 V8      | P      |
| Marussia Virgin Racing       | 25  | Jérôme D’Ambrosio  | Virgin MVR-02       | Cosworth 2.4 V8      | P      |

Anmerkungen
1. 1 2  Hülkenberg fuhr den Force India mit der Nummer 14 im ersten freien Training. Sutil übernahm das Fahrzeug anschließend für das restliche Rennwochenende.
2. 1 2  Ricciardo fuhr den Toro Rosso mit der Nummer 19 im ersten freien Training. Alguersuari übernahm das Fahrzeug anschließend für das restliche Rennwochenende.
3. 1 2  Chandhok fuhr den Lotus mit der Nummer 20 im ersten freien Training. Kovalainen übernahm das Fahrzeug anschließend für das restliche Rennwochenende.

## Klassifikationen

### Qualifying
| Pos.                                                                      | Fahrer             | Konstrukteur         | Q1         | Q2       | Q3         | Start |
| ------------------------------------------------------------------------- | ------------------ | -------------------- | ---------- | -------- | ---------- | ----- |
| 01                                                                        | Sebastian Vettel   | Red Bull-Renault     | 1:27,039   | 1:25,610 | 1:25,049   | 01    |
| 02                                                                        | Mark Webber        | Red Bull-Renault     | 1:27,090   | 1:26,075 | 1:25,454   | 02    |
| 03                                                                        | Nico Rosberg       | Mercedes             | 1:27,514   | 1:25,801 | 1:25,574   | 03    |
| 04                                                                        | Lewis Hamilton     | McLaren-Mercedes     | 1:27,091   | 1:26,066 | 1:25,595   | 04    |
| 05                                                                        | Fernando Alonso    | Ferrari              | 1:27,349   | 1:26,152 | 1:25,851   | 05    |
| 06                                                                        | Jenson Button      | McLaren-Mercedes     | 1:27,374   | 1:26,485 | 1:25,982   | 06    |
| 07                                                                        | Witali Petrow      | Renault              | 1:27,475   | 1:26,654 | 1:26,296   | 07    |
| 08                                                                        | Michael Schumacher | Mercedes             | 1:27,697   | 1:26,121 | 1:26,646   | 08    |
| 09                                                                        | Nick Heidfeld      | Renault              | 1:27,901   | 1:26,740 | 1:26,659   | 09    |
| 10                                                                        | Felipe Massa       | Ferrari              | 1:27,013   | 1:26,395 | keine Zeit | 10    |
| 11                                                                        | Rubens Barrichello | Williams-Cosworth    | 1:28,246   | 1:26,764 | –          | 11    |
| 12                                                                        | Adrian Sutil       | Force India-Mercedes | 1:27,392   | 1:27,027 | –          | 12    |
| 13                                                                        | Paul di Resta      | Force India-Mercedes | 1:27,625   | 1:27,145 | –          | 13    |
| 14                                                                        | Pastor Maldonado   | Williams-Cosworth    | 1:27,396   | 1:27,236 | –          | 14    |
| 15                                                                        | Sergio Pérez       | Sauber-Ferrari       | 1:27,778   | 1:27,244 | –          | 15    |
| 16                                                                        | Sébastien Buemi    | Toro Rosso-Ferrari   | 1:27,620   | 1:27,255 | –          | 16    |
| 17                                                                        | Jaime Alguersuari  | Toro Rosso-Ferrari   | 1:28,055   | 1:27,572 | –          | 17    |
| 18                                                                        | Heikki Kovalainen  | Lotus-Renault        | 1:28,780   | –        | –          | 18    |
| 19                                                                        | Jarno Trulli       | Lotus-Renault        | 1:29,673   | –        | –          | 19    |
| 20                                                                        | Jérôme D’Ambrosio  | Virgin-Cosworth      | 1:30,445   | –        | –          | 23    |
| 21                                                                        | Vitantonio Liuzzi  | HRT-Cosworth         | 1:30,692   | –        | –          | 20    |
| 22                                                                        | Timo Glock         | Virgin-Cosworth      | 1:30,813   | –        | –          | 21    |
| 23                                                                        | Narain Karthikeyan | HRT-Cosworth         | 1:31,564   | –        | –          | 22    |
| 107-Prozent-Zeit: 1:33,103 min (bezogen auf Q1-Bestzeit von 1:27,013 min) |                    |                      |            |          |            |       |
| DNQ                                                                       | Kamui Kobayashi    | Sauber-Ferrari       | keine Zeit | –        | –          | 24    |

Anmerkungen
1. 1 2 3 4 5 6 7 8 9 10 11 12 13 14 15 16 17 18  Rennwagen mit KERS

1. ↑  D’Ambrosio wurde wegen Ignorierens gelber Flaggen im freien Training um fünf Positionen zurück versetzt.
2. ↑  Kobayashi schaffte es nicht, sich innerhalb der 107-Prozent-Regel zu qualifizieren. Er wurde allerdings nachträglich zum Rennen zugelassen, da er im Training ausreichend schnell gefahren war.

### Rennen
| Pos. | Fahrer             | Konstrukteur         | Runden | Stopps | Zeit        | Start | Schnellste Runde |
| ---- | ------------------ | -------------------- | ------ | ------ | ----------- | ----- | ---------------- |
| 01   | Sebastian Vettel   | Red Bull-Renault     | 58     | 4      | 1:30:17,558 | 01    | 1:29,937 (50.)   |
| 02   | Mark Webber        | Red Bull-Renault     | 58     | 4      | + 8,807     | 02    | 1:29,703 (48.)   |
| 03   | Fernando Alonso    | Ferrari              | 58     | 4      | + 10,075    | 05    | 1:30,279 (48.)   |
| 04   | Lewis Hamilton     | McLaren-Mercedes     | 58     | 4      | + 40,232    | 04    | 1:30,108 (48.)   |
| 05   | Nico Rosberg       | Mercedes             | 58     | 4      | + 47,539    | 03    | 1:30,573 (47.)   |
| 06   | Jenson Button      | McLaren-Mercedes     | 58     | 3      | + 59,431    | 06    | 1:31,167 (47.)   |
| 07   | Nick Heidfeld      | Renault              | 58     | 4      | + 1:00,857  | 09    | 1:30,158 (52.)   |
| 08   | Witali Petrow      | Renault              | 58     | 4      | + 1:08,168  | 07    | 1:30,618 (48.)   |
| 09   | Sébastien Buemi    | Toro Rosso-Ferrari   | 58     | 3      | + 1:09,394  | 16    | 1:31,360 (44.)   |
| 10   | Kamui Kobayashi    | Sauber-Ferrari       | 58     | 3      | + 1:18,021  | 24    | 1:31,038 (45.)   |
| 11   | Felipe Massa       | Ferrari              | 58     | 4      | + 1:19,823  | 10    | 1:31,118 (57.)   |
| 12   | Michael Schumacher | Mercedes             | 58     | 4      | + 1:25,444  | 08    | 1:31,153 (47.)   |
| 13   | Adrian Sutil       | Force India-Mercedes | 57     | 3      | + 1 Runde   | 12    | 1:32,070 (43.)   |
| 14   | Sergio Pérez       | Sauber-Ferrari       | 57     | 4      | + 1 Runde   | 15    | 1:30,797 (46.)   |
| 15   | Rubens Barrichello | Williams-Cosworth    | 57     | 3      | + 1 Runde   | 11    | 1:32,079 (46.)   |
| 16   | Jaime Alguersuari  | Toro Rosso-Ferrari   | 57     | 4      | + 1 Runde   | 17    | 1:29,894 (57.)   |
| 17   | Pastor Maldonado   | Williams-Cosworth    | 57     | 4      | + 1 Runde   | 14    | 1:32,044 (44.)   |
| 18   | Jarno Trulli       | Lotus-Renault        | 57     | 3      | + 1 Runde   | 19    | 1:32,862 (49.)   |
| 19   | Heikki Kovalainen  | Lotus-Renault        | 56     | 3      | + 2 Runden  | 18    | 1:32,695 (55.)   |
| 20   | Jérôme D’Ambrosio  | Virgin-Cosworth      | 56     | 2      | + 2 Runden  | 23    | 1:34,971 (55.)   |
| 21   | Narain Karthikeyan | HRT-Cosworth         | 55     | 3      | + 3 Runden  | 22    | 1:33,948 (51.)   |
| 22   | Vitantonio Liuzzi  | HRT-Cosworth         | 53     | 4      | + 5 Runden  | 20    | 1:34,699 (41.)   |
| –    | Paul di Resta      | Force India-Mercedes | 44     | 4      | DNF         | 13    | 1:32,519 (40.)   |
| DNS  | Timo Glock         | Virgin-Cosworth      | –      | –      | –           | 21    | –                |

Anmerkungen
1. 1 2 3 4 5 6 7 8 9 10 11 12 13 14 15 16 17 18  Rennwagen mit KERS

1. ↑  Glock konnte nicht am Rennen teilnehmen, da er vor dem Start Probleme mit der Schaltung hatte und diese nicht behoben werden konnten.

## WM-Stände nach dem Rennen
Die ersten zehn des Rennens bekamen 25, 18, 15, 12, 10, 8, 6, 4, 2 bzw. 1 Punkt(e).

### Fahrerwertung
| Pos. | Fahrer             | Konstrukteur       | Punkte |
| ---- | ------------------ | ------------------ | ------ |
| 01   | Sebastian Vettel   | Red Bull-Renault   | 93     |
| 02   | Lewis Hamilton     | McLaren-Mercedes   | 59     |
| 03   | Mark Webber        | Red Bull-Renault   | 55     |
| 04   | Jenson Button      | McLaren-Mercedes   | 46     |
| 05   | Fernando Alonso    | Ferrari            | 41     |
| 06   | Felipe Massa       | Ferrari            | 24     |
| 07   | Nick Heidfeld      | Renault            | 21     |
| 08   | Witali Petrow      | Renault            | 21     |
| 09   | Nico Rosberg       | Mercedes           | 20     |
| 10   | Kamui Kobayashi    | Sauber-Ferrari     | 8      |
| 11   | Michael Schumacher | Mercedes           | 6      |
| 12   | Sébastien Buemi    | Toro Rosso-Ferrari | 6      |

| Pos. | Fahrer             | Konstrukteur         | Punkte |
| ---- | ------------------ | -------------------- | ------ |
| 13   | Adrian Sutil       | Force India-Mercedes | 2      |
| 14   | Paul di Resta      | Force India-Mercedes | 2      |
| 15   | Jaime Alguersuari  | Toro Rosso-Ferrari   | 0      |
| 16   | Rubens Barrichello | Williams-Cosworth    | 0      |
| 17   | Jarno Trulli       | Lotus-Renault        | 0      |
| 18   | Sergio Pérez       | Sauber-Ferrari       | 0      |
| 19   | Jérôme D’Ambrosio  | Virgin-Cosworth      | 0      |
| 20   | Heikki Kovalainen  | Lotus-Renault        | 0      |
| 21   | Timo Glock         | Virgin-Cosworth      | 0      |
| 22   | Pastor Maldonado   | Williams-Cosworth    | 0      |
| 23   | Narain Karthikeyan | HRT-Cosworth         | 0      |
| 24   | Vitantonio Liuzzi  | HRT-Cosworth         | 0      |

### Konstrukteurswertung
| Pos. | Konstrukteur     | Punkte |
| ---- | ---------------- | ------ |
| 01   | Red Bull-Renault | 148    |
| 02   | McLaren-Mercedes | 105    |
| 03   | Ferrari          | 65     |
| 04   | Renault          | 42     |
| 05   | Mercedes         | 26     |
| 06   | Sauber-Ferrari   | 8      |

| Pos. | Konstrukteur         | Punkte |
| ---- | -------------------- | ------ |
| 07   | Toro Rosso-Ferrari   | 6      |
| 08   | Force India-Mercedes | 4      |
| 09   | Lotus-Renault        | 0      |
| 10   | Williams-Cosworth    | 0      |
| 11   | Virgin-Cosworth      | 0      |
| 12   | HRT-Cosworth         | 0      |